# Filip Rak
Filip Rak (ur. 3 lutego 2003) – polski biegacz średniodystansowy i przełajowy, olimpijczyk z Paryża 2024.

## Udział w zawodach międzynarodowych
| Impreza                                   | Rok  | Miejsce  | Wynik  | Wynik           | Wynik               |
| Impreza                                   | Rok  | Miejsce  | 1500 m | bieg przełajowy | sztafeta przełajowa |
| ----------------------------------------- | ---- | -------- | ------ | --------------- | ------------------- |
| Igrzyska olimpijskie                      | 2024 | Paryż    | 25     | –               | –                   |
| Mistrzostwa Europy w lekkoatletyce        | 2024 | Rzym     | 22     | –               | –                   |
| Mistrzostwa Europy w biegach przełajowych | 2021 | Dublin   | –      | 46              | –                   |
| Mistrzostwa Europy w biegach przełajowych | 2023 | Bruksela | –      | –               | 7                   |
| Mistrzostwa świata U20 w lekkoatletyce    | 2022 | Cali     | 10     | –               | –                   |
| Mistrzostwa Europy U20 w lekkoatletyce    | 2021 | Tallinn  | 9      | –               | –                   |

## Biografia
Uczył się w Szkole Podstawowej w Popielowie, gdzie jego predyspozycje do biegania odkryła nauczycielka wychowania fizycznego Stanisława Szyndlarewicz. Trenował w LUKS Podium Kup. Obecnie jest zawodnikiem AZS KU Politechnika Opolska Opole.
Studiuje na Politechnice Opolskiej. Jest halowym mistrzem Polski 2024 w biegu na 1500 i 3000 m.